# Wonder: White Bird
Wonder: White Bird (White Bird: A Wonder Story) è un film del 2024 diretto da Marc Forster. 
Il film è l'adattamento cinematografico del romanzo A Wonder Story - Il libro di Julian, scritto da R.J. Palacio. È contemporaneamente sequel, prequel e spin-off di Wonder ed è incentrato sull'adolescente Julian Albans.

## Trama
(Sara)
Cinque anni dopo gli eventi narrati in Wonder, il bullo Julian, ormai quindicenne, in seguito ai maltrattamenti fatti a Auggie ed essere stato espulso, ha cambiato istituto. Durante i primi giorni nella nuova scuola, una ragazza gli chiede di unirsi al suo club per la Giustizia Sociale con altri ragazzi della scuola, ma lui rifiuta. Nel frattempo vede nei social alcune foto della sua vecchia scuola e scopre che Auggie, nonostante il suo aspetto, è riuscito a farsi amare e rispettare dai suoi vecchi amici. Tornato a casa, Julian scopre che i genitori sono usciti con dei colleghi ma fargli visita c'è sua nonna, Sara Blum, una famosa pittrice appena arrivata dalla Francia. Mentre cenano insieme, le racconta di come stanno andando i primi giorni nella nuova scuola, ma le dice anche che dalle conseguenze dovute al suo comportamento con Auggie ha imparato una cosa: a non essere né gentile né cattivo. La nonna risponde che quando aveva la sua età aveva la stessa idea, ma che poi si era rivelata sbagliata: comincia così a raccontargli la sua storia, con la speranza di insegnare al nipote l'importanza della gentilezza.  
Sara, di origini ebraiche, vive con i genitori in un piccolo paese della Francia circondato da una foresta e, nonostante il clima della recente occupazione tedesca durante la seconda guerra mondiale, la sua infanzia trascorre agiata ed un po' viziata fino al momento della storia. A scuola ha un compagno, zoppo a causa della polio, maltrattato da tutti e chiamato tourteau (‘granchio’ in francese) per via del modo di camminare, che anche lei evita. Sara coltiva una grande passione, quella del disegno, ed è interessata a un particolare uccellino bianco (da cui il titolo del film).
Un giorno del 1942, dei soldati nazisti irrompono nella scuola di Sara per arrestare i ragazzi ebrei. Con l'aiuto dei professori, Sara e i suoi compagni nella lista cercano di scappare ma un loro compagno, Vincent, svela il tentativo di fuga ai soldati, che riescono a trovare tutti i ragazzi tranne lei. 
In fuga dai nazisti, Sara incontra il suo compagno zoppo che la aiuta portandola a casa sua dove suoi genitori, i Beaumier, la tengono al sicuro nel proprio fienile. La ragazza scopre anche il vero nome di tourteau che è Julien. Nel presente, Sara spiega ad un sorpreso Julian che suo padre aveva scelto quel nome per lui perché era speciale. 
Sara comincia a instaurare un rapporto con Julien e i suoi genitori, che non le fanno mancare nulla; il ragazzo le ripete le lezioni di scuola e passa del tempo a giocare con lei. Sara gli svela che quell'uccellino bianco che disegna spesso è un simbolo di speranza. I due ragazzi trovano la forza per andare avanti nella propria fantasia e ogni sera, sedendo sui sedili di un'auto tenuta nel fienile, sognano di viaggiare in tutto il mondo. 
Julien, che lavora anche nel cinema del paese, si confida con il suo datore di lavoro, membro della resistenza francese: questi si offre di aiutere la ragazza ad arrivare in Svizzera.
Pochi giorni prima della partenza però i nazisti scoprono ed uccidono il capo di Julien, con il ragazzo che riesce a fuggire dal cinema grazie ad un altro partigiano. 
Quella stessa sera, Julien è sorpreso nel fienile da alcuni compagni di scuola unitisi alla milizia nazista locale, tra cui Vincent, che lo aggrediscono, ma il ragazzo riesce a farli scappare disturbando dei pipistrelli che vivevano nel tetto. A seguito dell'accaduto Julien e Sara hanno un diverbio e lui la accusa di pensare solo a sé stessa e che non le importi se i suoi genitori venissero arrestati per averla nascosta, dopo qualche giorno però il rapporto tra i due torna come prima.
Passato più di un anno nel fienile dei Beaumier, il giorno del compleanno di Sara la famiglia di Julien le organizza una piccola festa ed in radio viene annunciata la liberazione di Monte Cassino da parte degli Alleati, notizia che fa sperare in una imminente liberazione della Francia. Quella sera Sara capisce di essersi innamorata di Julien e i due si baciano. 
Il giorno seguente Julien, mentre sta andando a scuola, viene catturato dalla milizia che lo carica su un furgone per portarlo in un campo sulle montagne. Vincent, rovistando nella borsa del ragazzo, trova i disegni di Sara e va a cercarla nel fienile dove la aggredisce. La ragazza riesce a scappare nella foresta e Vincent la insegue per ucciderla, venendo però sbranato dai giganteschi lupi di cui fino a quel momento Sara aveva avuto paura avendone sentito le storie.
Una volta in salvo, Sara si dirige dai genitori di Jiulien e viene scoperta dai vicini di casa, che fino a quel momento si pensava fossero spie, che si rivelano amici aiutando lei e la famiglia a cercare salvare il ragazzo. 
Durante il viaggio verso il campo però i prigionieri in viaggio con Julien tentano la fuga dai nazisti ed il ragazzo muore nello scontro. I suoi genitori lo cercheranno invano ma nonostante la perdita permettono a Sara di restare fino a che il conflitto non sarà finito. 
Finita la guerra, Sara viene adottata dai Beaumier, ritorna a scuola ed i primi di novembre riabbraccia suo padre che era riuscito a fuggire in Svizzera. La ragazza gli racconta tutto quello che è successo mentre lui le dice che sua madre è stata catturata dei nazisti e portata in un campo di concentramento, dove presumibilmente è morta. Sara e suo padre restano con la famiglia per un altro po' di tempo finché il padre non trova lavoro in una clinica di Parigi.  
Passati gli anni, i Beaumier, insieme al padre, accompagneranno Sara all'altare nel giorno del suo matrimonio, e più avanti ancora Sara porterà spesso i suoi figli per andarli a salutare al cimitero, ricordandosi sempre dell'uccellino bianco. 
Nel presente, dopo aver ascoltato la storia, Julian capisce e si pente di aver fatto soffrire Auggie, scoppiando a piangere. 
Il giorno dopo il racconto al nipote, Sara fa un discorso alla sua mostra d'arte, spiegando quanto può essere crudele il male e come invece è umana la gentilezza, e che si può collaborare per un futuro migliore e dimenticare il passato; mente parla tra la folla immagina anche di vedere il ragazzino che l'ha salvata. 
Julian ha imparato la lezione della nonna, mostrando gentilezza verso la compagna di scuola e decidendo di partecipare al club di Giustizia Sociale. Nel frattempo Sara, terminata la mostra, vede nuovamente volare in cielo l'uccellino bianco. 

## Produzione

### Sviluppo
White Bird è stato prodotto dalla Lionsgate, la Mandeville Films e la Participant Media come una sorta di sequel e spin-off di Wonder, a sua volta tratto da un romanzo di R. J. Palacio. Nell'ottobre 2020 è stato annunciato che Marc Forster avrebbe diretto il film, mentre nel febbraio dell'anno successivo fu confermata la presenza nel cast di Gillian Anderson ed Helen Mirren.

### Riprese
Le riprese principali, iniziate nel febbraio 2021, si sono svolte a Praga, Kutná Hora e in alcune altre località della Repubblica Ceca.

## Promozione
Il primo trailer del film è stato pubblicato il 24 giugno 2022. Il primo trailer italiano del film è stato diffuso il 13 novembre 2023.

## Distribuzione
Inizialmente previsto per il 22 settembre 2022, poi per il 14 ottobre dello stesso anno, il film è stato ulteriormente posticipato al 18 agosto 2023. Tuttavia nel luglio di quello stesso anno, a causa dello sciopero generale dei membri della Screen Actors Guild-American Federation of Television and Radio Artists, l'uscita del film è stata posticipata al 4 ottobre 2024. In Italia, inizialmente previsto per il 16 novembre 2023, è stato rimandato al 4 gennaio 2024.

## Accoglienza

### Incassi
Il film ha incassato poco più di 7,4 milioni di dollari.

### Critica
Il film ha avuto un'accoglienza da parte della critica abbastanza positiva. Su Rotten Tomatoes 46 critici esprimono un gradimento del 72% con un voto medio di 6.6/10; su Metacritic il voto medio di 14 critici è 54/100.